# Mobilkom Austria

Altes Logo von A1, der größten und bekanntesten Marke der mobilkom austria

Die mobilkom austria AG war die größte österreichische Mobilfunkgesellschaft. Sie wurde 1996 als Mobil Austria AG gegründet und stellte die Mobilfunksparte der Telekom Austria dar. Im Jahr 2010 wurden Mobilfunk- und Festnetzsparte der Telekom Austria Group rückwirkend zum Jahresende 2009 zur A1 Telekom Austria verschmolzen, was die Auflösung der mobilkom austria AG zur Folge hatte.
In Österreich stand das Unternehmen mit den Marken A1, B-Free, bob und Red Bull MOBILE auf dem Markt und betreute 4,7 Millionen Kunden (Stand 3. Quartal 2009) mit 2.165 Mitarbeitern.

## Geschichte

Altes Mobilkom-Austria-Logo

Das Unternehmen wurde 1996 als Mobil Austria AG gegründet und ging aus dem Funktechnischen Dienst (FTD) der ehemaligen Post- und Telegraphenverwaltung (PTV) hervor. Von 1997 bis 2002 war die Telecom Italia an der mobilkom austria beteiligt, ab 2002 war sie eine 100 %-Tochter der Telekom Austria AG.
Von Mai 2000 bis April 2009 war Boris Nemšić Generaldirektor der mobilkom austria AG. In dieser Zeit wurden die meisten Tochterunternehmen in Osteuropa gegründet oder zugekauft. So verzeichnete die mobilkom austria group am Ende des Geschäftsjahres 2008 über 17,8 Millionen Kunden, etwa 8.300 Mitarbeiter, Umsatzerlöse von 3,4 Mrd. Euro und ein Betriebsergebnis von 689 Mio. Euro. Im April 2009 übernahm Hannes Ametsreiter den Posten als Generaldirektor der mobilkom austria AG. Dieser ist nach der Auflösung weiterhin Generaldirektor der Telekom Austria.
Im Juni 2010 wurde rückwirkend zum Jahresende 2009 mit Umgründungsvertrag die mobilkom austria AG in die Telekom Austria TA AG verschmolzen, die Auslandstöchter der mobilkom austria group in die Holding Telekom Austria übertragen und die mobilkom austria aufgelöst. Anschließend wurde die um den österreichischen Mobilfunkbereich erweiterte Telekom Austria TA AG in A1 Telekom Austria AG umfirmiert.

## Entwicklung der Mobilfunknetze

### Die Anfänge
Frühere österreichische Mobilfunknetze, welche von der mobilkom austria bzw. ihrer Vorgänger PTV und FTD betrieben wurden:
- ÖPR-I (österr. Personenrufsystem 1 – Tonrufpager auch Piepserl genannt),
- ÖPR-II (österr. Personenrufsystem 2, späterer Name CallMe – numerische und alphanumerische Pager),
- ÖBL-B (öffentlicher beweglicher Landfunkdienst oder B-Netz, analoges Mobilfunknetz, kompatibel zu deutschem Netz-B),
- ÖBL-C (oder C-Netz, analoges Autotelefon-Mobilfunknetz nach dem NMT-Standard),
- ÖBL-D (oder D-Netz, später D)), analoges Mobilfunknetz nach dem TACS-Standard)

### Das A1-Netz
Das GSM-Netz von A1 wurde 1994 österreichweit freigeschaltet. Mittlerweile gibt es eine Abdeckung von über 99 % der österreichischen Bevölkerung. 2000 wurde GPRS (General Packet Radio Service) auf den Markt gebracht. Damit waren Geschwindigkeiten von bis zu 75 kbit/s möglich und damit in etwa vergleichbar mit den V.90-Festnetzmodems, die bis zu 56 kbit/s erreichten. Zu diesem Zeitpunkt waren Laptops allerdings noch vergleichsweise teuer, Mobile Working kein Thema und mobile Datenkarten noch Mangelware.
2003 nahm A1 das erste UMTS-Netz Österreichs in Betrieb. Damit konnte A1 Österreich als Leitmarkt für UMTS und mobile Services etablieren. 2004 waren die ersten Mobile-TV-Angebote bei A1 verfügbar: z. B. gab es CNN live am Handy über Streaming-Technologie.
2005 wurde das inzwischen schnell angewachsene UMTS-Netz durch eine Komplementär-Technologie ergänzt: EDGE (Enhanced Datarate for GSM Evolution). EDGE ist ein Standard aus der IMT2000-Familie und beschert mit der 8PSK-Modulation bis zu 236 kbit/s im Downlink. Damit ergänzt EDGE UMTS vor allem in den ländlichen und schwer zugänglichen Gebieten Österreichs. Mitte 2005 waren bereits 62 % der Bevölkerung mit UMTS von A1 versorgt, und hinzu kamen weitere 35 %, die durch EDGE abgedeckt wurden. Damit bot A1 die erste mobile Breitbandversorgung an, die landesweit mit 97 % verfügbar war. UMTS und EDGE wurden nämlich komplementär aufgebaut, um eine möglichst große Flächendeckung zu erzielen. Aktuell liegt der Wert laut Angaben von Mobilkom Austria bei 99 %. Parallel dazu kamen bereits die ersten A1-Vodafone-Breitband-Datenkarten auf den Markt, die UMTS- und EDGE-tauglich waren.
Im Jänner 2006 wurde HSDPA (High Speed Downlink Packet Access) 1,8 eingeführt. Mitte des Jahres 2006 wurde das A1-HSDPA-Netz von 1,8 Mbit/s auf 3,6 Mbit/s aufgerüstet. Diese Geschwindigkeiten machten eine massive Erweiterung im Anbindungsnetz und im Weitverkehrsnetz (= Backbone-Netz) erforderlich, um die nun anfallenden Datenmengen schnell abzuleiten.
2007 hat Mobilkom Austria das HSDPA-Netz weiter hochgerüstet auf bis zu 7,2 Mbit/s. Ende 2007 waren 75 % der Bevölkerung mit A1-HSDPA versorgt. 2007 brachte noch eine weitere Innovation: HSUPA (High Speed Uplink Packet Access), für schnelleren Daten-Uplink.
Am 23. März 2009 startete Mobilkom Austria den kommerziellen Betrieb von HSPA+ mit bis zu 21 Mbit/s. Seit April 2009 wurde auch HSUPA 5,7 in den verkehrsintensiven Teilen des Netzes aktiviert.

## Beteiligungen

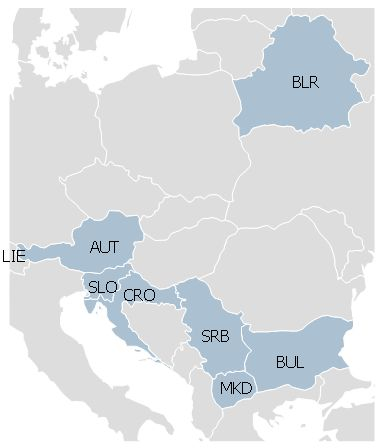
Beteiligungen der mobilkom austria group

Unter Einbeziehung der Beteiligungen wurde das Unternehmen als mobilkom austria group bezeichnet. Diese Gruppe umfasste die Mobiltel (Bulgarien), Vipnet (Kroatien), Si.mobil (Slowenien), Mobilkom Liechtenstein (Fürstentum Liechtenstein), Vip mobile (Serbien), Vip operator (Nordmazedonien), A1 (Belarus), paybox austria (mobiles Bezahlen), die A1 Bank, mobilkom austria group services GmbH (Service) und 3G Mobile (Verwertung von UMTS-Frequenznutzungsrechten).

### International
Die mobilkom austria group hielt sechs 100%ige internationale Beteiligungen und eine 70%ige in Belarus. Drei der Tochtergesellschaften waren bereits bestehende Unternehmen und wurden von der mobilkom austria group übernommen, die restlichen vier wurden als Startups gegründet und aufgebaut:
- 1998 Vipnet in Kroatien erhält im September die Lizenz
- 1999 Mobilkom Liechtenstein im Fürstentum Liechtenstein erhält am 16. November die Lizenz
- 2001 Beteiligung an der Si.mobil in Slowenien, 2006 gänzlich gekauft
- 2005 Kauf der Mobiltel in Bulgarien im Juli
- 2007 Start von Vip mobile in Serbien am 9. Juli
- 2007 Start von Vip operator in Mazedonien am 19. September
- 2007 Beteiligung an der velcom in Belarus am 3. Oktober

Insgesamt betreute mobilkom austria group rund 18,1 Millionen Kunden.

### National
2003 gelang der Mobilkom mit der Übernahme der paybox austria AG ein ganz besonderer strategischer Schachzug. Die paybox hatte ihr Endkundengeschäft in Deutschland eingestellt, nachdem die Deutsche Bank sich als Hauptinvestor aufgrund der schlechten Erfolgsaussichten zurückgezogen hatte. Damit wurde der nun nur noch in Österreich aktive Anbieter für mobiles Bezahlen zu einer 100 %-Tochter der mobilkom austria.
Die Nutzung dieses Dienstes steht allerdings mehreren österreichischen Mobilfunkkunden zur Verfügung:
- 2005 kaufte Orange 16,7 % der paybox austria AG.[8]
- 2008 startete paybox eine strategische Partnerschaft mit T-Mobile und tele.ring.[9]
- 2010 gab Orange die Minderheitsbeteiligung auf. An dem Leistungsportfolio von paybox änderte sich dadurch nichts. Die 16,7 % wurden durch den Nachfolger der mobilkom austria (A1 Telekom Austria) übernommen.[10]

Ein weiterer strategischer Schachzug gelang der mobilkom austria, als sie im Dezember 2003 den UMTS-Mobilfunkbetreiber 3G Mobile von Telefónica kaufte, der in Österreich ebenfalls eine UMTS-Lizenz erworben hat, aber nie operativ wurde. Die 3G Mobile widmet sich derzeit vor allem der Verwaltung seiner Frequenznutzungsrechte.
Ende 2007 erfolgte mit der Handysparte von Tele2 die Übernahme von ca. 120.000 Vertrags- und Wertkartenkunden. Diese telefonieren seit März 2008 über das A1-Netz (während sie früher über das Netz von One National Roaming betrieben haben). Mit August 2008 wurde Tele2 endgültig in die mobilkom austria integriert.

## Kooperationen
Seit Frühjahr 2003 besteht eine Kooperation mit der Vodafone Group, wodurch die Mobilkom die Marke Vodafone benutzen kann und umgekehrt Vodafone zusätzliche Umsätze generieren kann ohne in den entsprechenden Ländern selbst investieren zu müssen.
Zwischen mobilkom austria und der Mobilfunkgesellschaft Hutchison Drei Austria besteht ein so genanntes National-Roaming-Abkommen. Das bedeutet, dass in Regionen, in denen 3 noch kein eigenes HSDPA-/UMTS-Netz aufgebaut hat, 3-Kunden Zugang zum GSM-/GPRS-/EDGE-Netz, nicht aber zum UMTS-Netz der Mobilkom Austria haben (National Roaming 3G-2G). Ursprünglich war das 3G-2G-Roaming und die damit verbundenen Zahlungen Bedingung der UMTS-Frequenzzuteilungen, also hoheitsrechtlich durch die RTR geregelt. Das Roamingabkommen wurde aber zwischenzeitlich in ein privatrechtliches Verhältnis überführt.
Im Juni 2008 hat sich die Mobilkom dem DVB-H-Konsortium angeschlossen.
Seit Oktober 2008 steht mobilkom austria mit dem Produkt Red Bull Mobile in Kooperation mit dem österreichischen Red-Bull-Konzern.

## Produktbereiche
Die mobilkom austria war der größte österreichische Mobilfunkbetreiber und verkauft GSM-, EDGE-, UMTS-, HSDPA- und WLAN-Dienste unter den Marken A1, bob und Red Bull MOBILE. Seit Ende 2006 bot die Mobilkom mit A1 over IP Voice over IP über das SIP-Protokoll am Computer an. Seit 2007 hatte A1 einen HD Mobile TV Client und seit 2008 konnte mit der Hardware von A1 auch DVB-H und DVB-T genutzt werden.

### A1overIP
Unter dem Label A1 over IP bietet die Mobilkom Austria seit März 2007 auch Telefonie über das Internet an. Das Produkt ermöglicht nach einer Online-Registrierung sofort Telefonie nach dem SIP-Standard, dazu verwendet A1 over IP eine bereits bestehende A1-Rufnummer des Mobilkom-Vertragskunden, seit Freitag, 29. August 2008 ist jede Rufnummer eines österreichischen Mobilfunkbetreibers möglich. Eine Ruf-Signalisierung erfolgt bei 0664-Rufnummern auf Wunsch mittels Multiring am Mobiltelefon sowie zeitgleich am VOIP-Client, per VOIP abgehende Gespräche werden beim Angerufenen mit der Mobiltelefon-Rufnummer angezeigt, der Angerufene erkennt dabei nicht, dass es sich dabei eigentlich um ein VOIP-Gespräch handelt.
Seit 29. August 2008 ist das Service A1 over IP 4 FREE für alle österreichischen Mobilfunkkunden anmeldbar. Damit kann kostenlos im Internet telefoniert und gechattet werden.
mobilkom austria gehört zu den ersten Mobilfunkanbietern die konsequent mit den SIP-Standard unterstützen und die offene Verwendung dieses Standards propagieren.
Derzeit sind sämtliche VoIP-fähigen Produkte von AVM, das iSoftphone (Mac-Client) und Softphones von Counterpath mit A1.net/Voip kompatibel. Auch am Mobiltelefon ist A1 over IP nutzbar, so z. B. mit den Nokia-Geräten der E- und N-Serie. Seit August 2008 ist A1 over IP auch mit den mobilen Clients von fring! Und Nimbuzz kompatibel. Diese Clients unterstützen neben A1 over IP gleichzeitig auch MSN, ICQ, Google Talk und andere Communitys.
Laut Mobilkom Austria nutzten Ende September 2007 etwa 10.000 A1-Vertragskunden, darunter auch 50 Firmenkunden, A1 over IP. Mobilkom Austria wurde am 17. September 2007 für A1 over IP mit einem Innovationspreis (GTB Innovation Award 2007) ausgezeichnet.

### A1 Mobile TV
A1 bietet in Kooperation mit Media Broadcast (Inhaber der DVB-H-Lizenz) Mobile TV über die DVB-H-Technologie an.
2004 wurde mit CNN erstmals weltweit ein Fernsehsender live auf das Handy übertragen. Das Angebot wurde in den vergangenen Jahren ständig erweitert. Die Anzahl der Kanäle und Videoinhalte wurde erhöht und die Qualität wurde verbessert. Hier gehört insbesondere HD-Mobile-TV (mit dem Codec H.264), sowie der A1-TV-Player dazu.
2006 hat A1 begonnen, die Broadcast-Technologie DVB-H in dem Pilotprojekt mobile tv austria zu evaluieren. 2008 wurde DVB-H gestartet. In Kombination mit UMTS hat A1 ein durchgängiges Mobile-TV-Angebot landesweit. Alle DVB-H-Kanäle sind bei A1 aber auch auf UMTS verfügbar.

### A1 Femtozelle
Im November 2008 startete A1 mit 35 ausgesuchte Privat- und Firmenkunden das erste Pilotprojekt mit Femto-Routern in Mitteleuropa. In schwierig zu versorgenden Gebäuden soll die Indoor-Abdeckung mit Femto-Routern entscheidend verbessert werden. Der Femto-Router schafft ein „individuelles“ 3G-Netz, das mit aon Speed oder DSL-Leitungen der Telekom Austria für Sprach- und Datenverbindungen mit dem A1-Netz verbunden ist.

### Bob
Bob ist ein so genanntes No-Frills-Mobilfunkprodukt, mit dem die Mobilkom Austria im Sommer 2006 in den Diskont-Mobilfunk eingestiegen ist. Der Name steht für „best of both“, also „das Beste von beidem“ (gemeint ist der Preis und das Mobilfunknetz).
Bob stellt Telefonie- und SMS-Dienste zur Verfügung, Roaming ist möglich. Mittlerweile bietet Bob auch Datendienste und MMS an.
Bei Markteintritt unterbot bob andere österreichische Diskont-Mobilfunkangebote durch günstige Minutenpreise bei Sprachtelefonie ohne fixe monatliche Grundgebühr, ohne Mindestumsatz und ohne Vertragsbindung.
Das Ursprungsprodukt wurde als Wertkarte gekauft, musste dann aber angemeldet werden.
Seit Ende August 2007 bietet Bob auch Prepaidtelefonie an. Geworben wird damit, dass Bob eben kein Wertkartenangebot ist, es aber jetzt trotzdem anbietet.
Innovativ ist ebenso die Anmeldemethode zu nennen, welche wahlweise online oder über eine Hotline erfolgen kann. Die Validität des angegebenen Kontos wird durch eine Testabbuchung von 10 Cent mit Angabe einer Codenummer auf das betreffende Konto erreicht, welche dann nochmals Online oder per Hotline bekanntgegeben werden muss.
Im Jänner 2009 hatte bob 300.000 Kunden.

## Kennzahlen

Marktanteile am österreichischen Mobilfunkmarkt (Stand: März 2010, gem. Daten RTR Telekom Monitor 03/2010)

Die mobilkom austria war seit ihrem Bestehen der Marktführer in Bezug auf die Anzahl der Endkunden im Mobilfunkbereich in Österreich, wobei sich der Marktanteil in Prozent nicht zuletzt durch das Aufkommen neuer Konkurrenten bis 2006 immer weiter verkleinert hat. Seit 2007 stieg der Marktanteil wieder deutlich und war Ende Q1/2009 wieder auf 42,3 %.
Zu Beginn des Jahres 1998 hatte die Mobilkom noch einen Marktanteil in Bezug auf die Kundenzahl von 80,68 %.
| 31.12. | Marktanteil in % |
| ------ | ---------------- |
| 1998   | 68,70            |
| 1999   | 54,64            |
| 2000   | 45,21            |
| 2001   | 42,59            |
| 2002   | 44,45            |
| 2003   | 43,89            |
| 2004   | 41,258           |
| 2005   | 39,518           |
| 2006   | 38,203           |
| 2007   | 40,433           |
| 2008   | 42,2             |
| 2009   | 42,26            |

Mit ihrem Netz erreichte die Mobilkom Austria nach eigenen Angaben 99 Prozent der österreichischen Bevölkerung.